# Lotar Udo I
Lotar Udo I (ur. po 994, zm. 7 listopada 1057) – hrabia Stade, od 1056 margrabia Marchii Północnej.

## Życiorys
Lotar Udo był synem pierwszego hrabiego i założyciela Stade Zygfryda oraz Adeli, córki hrabiego Gerona z Alsleben. W 1037 zmarł jego ojciec. Spierał się z arcybiskupami Bremy. W 1052 lub 1053 zabił swego dalekiego kuzyna Ekberta, zdobywając w ten sposób hrabstwo Dithmarschen. Po śmierci Wilhelma z Haldensleben we wrześniu 1056 otrzymał od cesarza Henryka III nadanie Marchii Północnej, odziedziczył też dobra rodu z Haldensleben. W kolejnym roku zmarł.

## Rodzina
Żoną Lotara Udona była Adelajda z Oeningen, krewną przyszłego antykróla Niemiec Rudolfa z Rheinfelden. Mieli syna Udona (Lotara Udona II), który odziedziczył dobra ojca w Stade i Dithmarschen, a także otrzymał tytuł margrabiego Marchii Północnej.